# Medina luctuosa
Medina luctuosa là một loài ruồi trong họ Tachinidae.